# Ремингтон модель 1890
Remington Model 1890 New Model Army — револьвер производства Remington Arms. Он был основан на успешном Ремингтон модель 1875 и менее известном Ремингтон 1888, при этом оба револьвера имеют одинаковый размер, внешний вид и съемный барабан.  Ремингтон 1890 года одинарного действия сохранил прочную раму и аналогичный стиль модели 1875 года, но без большой перемычки под корпусом выталкивающего стержня и был оснащен клетчатыми резиновыми рукоятками.  Как и модель 1875 года, модель 1890 года предназначалась для металлических патронов, но издавались только для .44-40 калибр.

## Обзор
Компания Remington вышла на рынок патронных револьверов в 1875 году, когда представила револьвер армейского образца с большой рамой, шестизарядный, чтобы конкурировать с миротворцем. Простые граждане и законники Старого Запада одинаково признали надежность новых револьверов Remington. Изменения, внесенные в модель 1890 года, были попыткой сделать ее более похожей на конкурирующие однозарядные пистолеты Colt той эпохи.
После производства нескольких переходных револьверов модели 1888 г. 5+3⁄4-дюймовый ствол, получивший название «New Model Pocket Army», компания Remington начала производство армейского револьвера Model 1890 Single Action. Он производился между 1890 и 1896 годами в очень небольшом количестве. Это один из самых востребованных пистолетов Remington. Стандартная длина ствола была 7+1⁄2 дюйма или 5+3⁄4 дюйма. Из 2020 произведенных экземпляров несколько Remington 1890-х годов использовались в качестве личного оружия индийской полицией в западных резервациях.